# 温成皇后
温成皇后（おんせいこうごう、天聖2年（1024年） - 皇祐6年1月8日（1054年2月18日））は、北宋の第4代皇帝仁宗の寵妃（追贈皇后）。姓は張氏。

## 経歴
河南府永安県の人。進士の張堯封と妻の曹氏のあいだの娘。伯父の張堯佐の娘は英宗の妃嬪の張修容。
容貌が美しく、魅力的な性格を持っていた。8歳で父は死去し、伯父の張堯佐には扶養を拒否された。母の曹氏は張氏を売り、蹇氏と再婚した。張氏は斉国大長公主の許で歌舞女となった。その後、宮中に入って仁宗に見初められ、もっとも寵愛を受け、清河郡君に封ぜられた。さらに才人、次いで修媛に上った。女子を3人産んだが、みな夭折した。
慶暦8年（1048年）、宮中の衛卒が乱を起こしたとき、曹皇后の働きで鎮圧された。しかし仁宗は曹皇后に対して疑いを抱き、その功は張氏に帰して、張氏は貴妃に進んだ。それから、張氏はさらに寵愛を独占するようになった。皇后と同じ扱いをうけ、一族は官爵を授けられた。
皇祐6年（1054年）正月、張氏は死去した。仁宗は深く悲しんだ。張貴妃は皇后を追贈されて「温成」と諡され、園陵を建立され、宗廟に祀られた。張氏の3世の先祖も温成皇后陵に附葬された。

## 女子
- 荘順帝姫
- 荘定帝姫
- 荘慎帝姫

## 逸話
- 北宋の時代、翰林学士たちは皇帝、皇后、妃嬪に「新春貼子」（年賀詩）を献じた。皇祐6年（1054年）新春、温成皇后が崩じたため、学士たちの年賀詩がなかったが、仁宗はそのことで腹立ちを感じた。欧陽脩はすぐさま詩を作り、「昔聞海上有仙山、煙鎖楼台日月間。花似玉容長不老、只応春色勝人間」と詠って、仁宗を喜ばせた。

## 伝記資料
- 『皇宋十朝綱要』
- 『宋史』
- 『宋会要輯稿』